# Jordanus (Kardinal)
Jordanus (irrig auch Giordano Bobone Orsini; † nach 1154 oder 1165 in Rom) war Kardinal der Römischen Kirche.

## Leben
Jordanus gehörte der Gemeinschaft der Kartäuser an. Papst Lucius II. kreierte ihn im Dezember 1144 oder 1145 zum Kardinaldiakon einer nicht namentlich bekannten Titeldiakonie und Papst Eugen III. erhob ihn am 21. Dezember 1145 zum Kardinalpriester von Santa Susanna. Es wurde vermutet, dass er Mitglied der römischen Familie Orsini war, doch neuere Forschungen kommen zu dem Schluss, dass er wahrscheinlich ein Franzose war. Er war zwischen dem 8. März 1145 und 1151 Camerlengo der Heiligen Römischen Kirche unter Papst Eugen III. Zwischen dem 9. Januar 1145 und dem 11. Juni 1154 unterzeichnete er päpstliche Privilegien in der Subscriptio. Nach diesem Datum ist er in den Kardinalsunterschriften päpstlicher Privilegien nicht mehr nachweisbar.
Von Johannes von Salisbury wurde Jordanus als geizig beschrieben und seine Kleidung zeichnete sich durch strenge Einfachheit aus. Als er zusammen mit Octavian von Santa Cecilia als Päpstlicher Legat nach Deutschland geschickt wurde, um König Konrad III. zur Krönung nach Rom zu geleiten, stritt er sich mit Octavian und machte die Kirche lächerlich.
Er nahm an der Papstwahl 1153 und möglicherweise an der Papstwahl 1154 teil. Sein Todesdatum ist unklar.